# Porcellio pallasii
Porcellio pallasii är en kräftdjursart som beskrevs av Brandt 1833. Porcellio pallasii ingår i släktet Porcellio och familjen Porcellionidae. Inga underarter finns listade i Catalogue of Life.